# Župnija Rova
Župnija Rova je rimskokatoliška teritorialna župnija dekanije Domžale nadškofije Ljubljana.